# 2019年安汶地震
2019年安汶地震是指2019年9月26日发生于印度尼西亚东部的强烈地震。该次地震震中位于印度尼西亚马鲁古省塞兰岛南部或塞兰岛和安汶岛之间，震级为MW 6.5级、Ms 6.4级，震源深度为18.2千米。
该次地震共造成39人死亡，另有1578人受伤。该次地震已被美国地质调查局列入2019年显著地震列表。

## 参数测定
根据印度尼西亚气象、气候和地球物理局测定，该次地震震中位于塞兰岛南部，距离附近最大城市（位于安汶岛的安汶）约42千米，震级为MW 6.8级。而在当天，该机构将震级下调到了MW 6.5级。美国地质调查局与欧洲地中海地震中心测出的震级与印尼方面相同，均为MW 6.5级，但这两个机构都认为震中位于塞兰岛和安汶岛之间的海峡。中国地震台网测定的震中与印尼方面相同，均为塞兰岛南部。而震级测得为Ms 6.4级。
此外，美国地质调查局根据震源参数等信息，推测出该次地震的最大烈度为7(VII)度的结论。印度尼西亚气象、气候和地球物理局和美国地质调查局均认定该次地震是一次走滑事件。

## 海啸威胁
位于安汶的居民跑到高地以避免可能发生的海啸。然而，印度尼西亚气象、气候和地球物理局随后发布公告称该次地震没有引发海啸的可能性。
此外，一名男子因在疏散人群中大声喊出“海啸”而被警方逮捕。

## 震后响应
印度尼西亚总统佐科·维多多对地震遇难者表示哀悼，并表示受灾者的医疗费用将由政府负担。印度尼西亚国家灾害管理委员会在震后立即向灾区下拨了10亿印尼盾（约7万美元）的资金，并下拨了5.15亿印尼盾给予后勤支持。印度尼西亚社会事务部也向灾区下拨了约11亿印尼盾的资金。

## 震害情况
安汶当地的灾害管理局称，震后有2.5万人被安置在临时避难所里。当地已查明共有224栋房屋受损。该次地震引发了山体滑坡，至少有1人遭到了活埋。
美国地质调查局根据在线互联网震感调查页面收集到的7份震感调查，使用单独方法推测出该次地震的最大烈度为7(VII)度，与根据震源参数推算出的最大烈度相同。同时，该局根据震源参数等信息推测出0至1人死亡可能性最大，但综合实际情况，人工更改为了1至10人死亡可能性最大。然而，截至2019年9月30日，当局已确认该次地震造成的死亡人数已达到39人，另有1578人受伤。

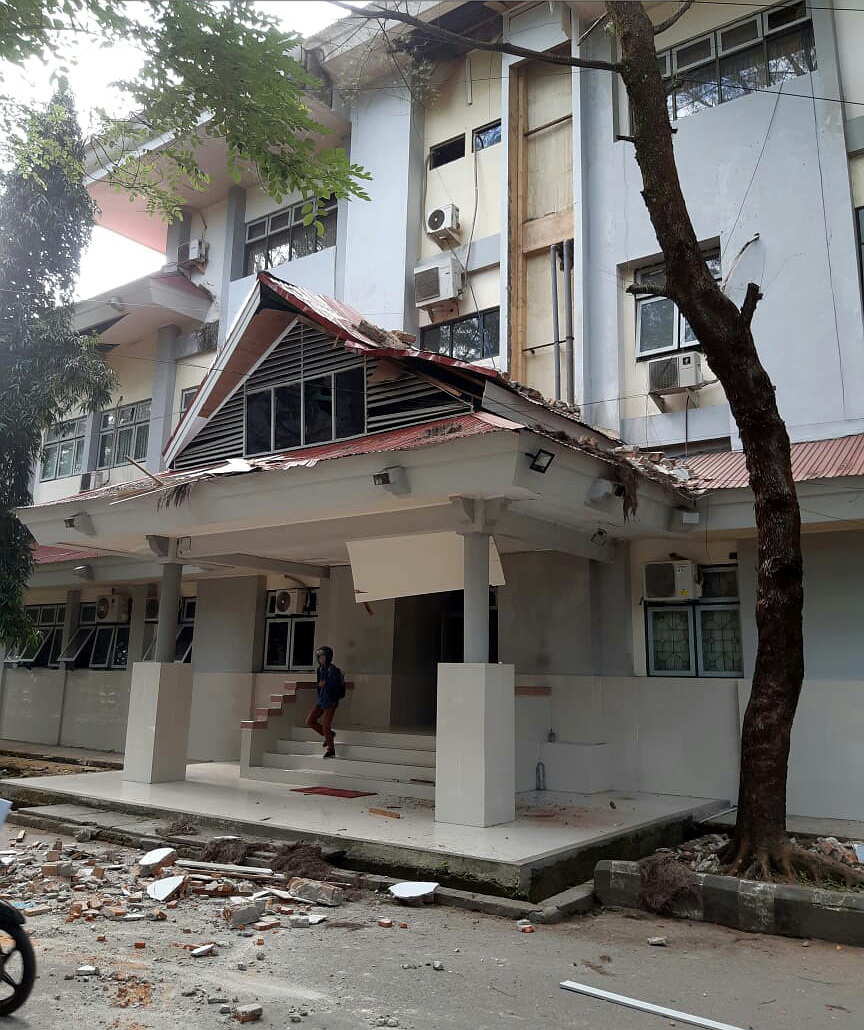
位于安汶的受损建筑